# Fernand de Brinon
Fernand de Brinon, född 26 augusti 1885 i Libourne, död 15 april 1947 i Montrouge, var en fransk greve och politiker.
Brinon uppfostrades av dominikanmunkarna i Arcueil och studerade därefter vid École des sciences politiques, avlade juridisk examen och kvalificerade sig som advokat. Snart övergick han till journalistik, började som juridisk medarbetare i den konservativa Journal des débats och blev därefter politisk medarbetare i tidningen. Han tjänstgjorde som underofficer, senare som löjtnant under första världskriget och var två år kommenderad till högkvarteret. Han återvände därefter till Journal des débats och blev tidningens chefredaktör.
1926 övergick de Brinon till den oavhängiga tidningen L'Information i vars direktion han inträdde samtidigt som han blev chef för utrikesredaktionen. Under intryck av upplevelserna under första världskriget engagerade han sig starkt i försoningen mellan Tyskland och Frankrike. Efterhand knöt han livliga förbindelser med tyska kretsar och var en av de främsta initiativtagarna till den fransk-tyska föreningen Comité France-Allemange, i vilken han blev vice ordförande. Han skrev om samförstånd i flera tidningar och utförde 1939 speciella diplomatiska uppdrag i Rom och Berlin för dåvarande franske utrikesministern Georges Bonnet.
Efter Frankrikes fall 1940 uppträdde han som Vichyregimens kontaktman gentemot tyska myndigheter, varvid han bland annat förmedlade Adolf Hitlers möte med Philippe Pétain. Han åtföljde Pierre Laval på resor i den av tyskarna ockuperade delen av Frankrike och utnämndes 3 november 1940 till chargé de mission med ambassadörs rang hos ockupationsmakten i Paris. Brinon var en av de som efter Frankrikes befrielse av de allierade evakuerades av tyskarna till slottet i Sigmaringen och upprättade en exilregering.
Efter krigets slut fördes han åter till Frankrike där han åtalades som kollaboratör. Han dömdes i mars 1947 till döden och avrättades genom arkebusering i april.